# Ngquza Hill
Ngquza Hill es un municipio de la provincia de Cabo Oriental en Sudáfrica, con una población estimada en marzo de 2016 de 303 379 habitantes.
Se encuentra al este de la provincia, cerca de la frontera con Lesoto, con la provincia KwaZulu-Natal y con la costa del océano Índico. 